# FK Dinama Minszk
A Dinama Minszk (Fehérorosz nyelven: Футбольны Клуб Дынама Мінск, magyar átírásban: Futbolni Klub Dinama Minszk) egy fehérorosz labdarúgócsapat Minszkben, Fehéroroszországban, jelenleg a fehérorosz labdarúgó-bajnokság élvonalában szerepel. A fővárosi együttes eddig 7 alkalommal nyerte meg a fehérorosz labdarúgó-bajnokságot, 3 alkalommal hódította el a fehérorosz kupát, illetve 1982-ben legnagyobb sikerét aratva megnyerte a szovjet labdarúgó-bajnokságot.
A Dinama Minszk az egyetlen fehérorosz csapat, amely a szovjet labdarúgó-bajnokság élvonalában szerepelt.

## Sikerei
- Fehérorosz bajnok: 7 alkalommal (1992, 1992–1993, 1993–1994, 1994–1995, 1995, 1997, 2004)
- Fehéroroszkupa-győztes: 3 alkalommal (1992, 1994, 2003)
- Szovjet bajnok: 1 alkalommal (1982)

## Jelenlegi keret
| #  |     | Poszt | Név                 |
| -- | --- | ----- | ------------------- |
| 1  | BLR | K     | Denis Shpakovskiy   |
| 2  | BLR | V     | Aleksandr Chizh     |
| 3  | BLR | V     | Maksim Shvyatsow    |
| 4  | BLR | V     | Igor Shitov         |
| 5  | SVN | V     | Miha Goropevšek     |
| 6  | SER | V     | Dominik Dinga       |
| 7  | BLR | KP    | Ivan Bakhar         |
| 8  | SER | KP    | Marko Pavlovski     |
| 9  | BLR | CS    | Javhen Sikavka      |
| 10 | BEL | KP    | Danilo              |
| 11 | CRO | V     | Karlo Bručić        |
| 14 | KOR | KP    | Kim Jun-young       |
| 15 | BLR | KP    | Vladislav Klimovich |
| 17 | BLR | KP    | Alexei Rios         |
| 18 | BLR | KP    | Nikita Demchenko    |

| #  |     | Poszt | Név                 |
| -- | --- | ----- | ------------------- |
| 19 | BLR | KP    | Roman Davyskiba     |
| 20 | UKR | KP    | Dmytro Bilonoh      |
| 21 | BLR | KP    | Dzmitry Baradzin    |
| 22 | BLR | V     | Nikita Khalimonchik |
| 23 | BLR | KP    | Edhar Alyakhnovich  |
| 24 | UKR | V     | Artem Sukhotskyi    |
| 25 | BLR | CS    | Vladislav Lozhkin   |
| 30 | BLR | K     | Daniil Shapko       |
| 31 | BLR | K     | Konstantin Rudenok  |
| 32 | RUS | K     | Yevgeny Pomazan     |
| 33 | BLR | V     | Syarhey Matsveychyk |
| 34 | BLR | V     | Kiryl Radzivonaw    |
| 49 | BLR | K     | Maksim Plotnikov    |
| 71 | BLR | V     | Mikhail Kazlow      |
| 77 | BLR | CS    | Kiryl Vyarheychyk   |